# Unió d'Aragó
La Unió d'Aragó o Unió Aragonesa (en aragonès: Unión Aragonesa) fou un grup organitzat que agrupà a diversos nobles i infançons aragonesos per tal d'imposar les seves reivindicacions durant les Corts d'Aragó de 1287 al rei Pere III d'Aragó el Gran; en aprovar-se aquestes reivindicacions s'anomenaren Privilegis de la Unió.

## Evolució
Les demandes de la noblesa no foren acceptades ni pels reis successius ni per molts aragonesos, fins al punt que el 1301 el Justícia d'Aragó dictaminà en contra dels Privilegis de la Unió.

## Guerra de la Unió
El 1347 reviscolà el moviment de la Unió Aragonesa en contra del rei Pere IV d'Aragó. Una Unió similar es donà simultàniament al Regne de València, on es creà la Unió de València. A Batalla d'Èpila del 1348 l'exèrcit de la Unió fou derrotat per l'exèrcit reialista i el sobirà la suprimí.